# Taner Akçam
Altuğ Taner Akçam (Ardahan, 23 ottobre 1953) è uno storico e sociologo turco.
È stato uno dei primi accademici turchi a riconoscere e a discutere apertamente il genocidio armeno compiuto dal governo turco nel 1915.

## Biografia
Akçam ha studiato all'Università Tecnica del Medio Oriente di Ankara presso la facoltà di Scienze amministrative, dove nel 1976 si specializzò e intraprese immediatamente la carriera accademica.
Durante gli anni settanta, Akçam divenne un dirigente del gruppo militante Dev Yol e del suo periodico Devrimci Genclik Dergisi. Nel 1976 fu arrestato e condannato a dieci anni di prigionia per aver discusso pubblicamente del genocidio armeno, ma l'anno successivo fuggì di prigione e riparò nella Repubblica federale di Germania, dove gli venne riconosciuto asilo politico. In Germania Akçam proseguì le sue attività politiche e nel 1988 iniziò a lavorare per l'Istituto di ricerche sociali di Amburgo sulla storia delle violenze e delle torture in Turchia. Conseguì il suo dottorato presso l'Università di Hannover nel 1995 con una tesi su Nazionalismo turco e genocidio armeno sulla base dei tribunali militari di Istanbul tra il 1919 e il 1922.
Nel febbraio 2007 viene detenuto in Canada all'aeroporto di Montreal per quasi quattro ore dopo l'atterraggio con un volo partito dagli USA. Egli avrebbe dovuto tenere una conferenza su invito della facoltà di giurisprudenza dell'Università McGill e dell'Università Concordia. Quando poi spiegherà i motivi della sua detenzione, Taner Akçam dichiarerà che le autorità canadesi facevano riferimento a una versione inesatta della sua biografia su Wikipedia del 24 dicembre 2006 che lo definiva un terrorista; questa informazione sulla sua biografia era frutto di ripetuti vandalismi sulla sua pagina. Due giorni dopo, al suo ritorno negli Stati Uniti, le autorità lo bloccheranno per lo stesso motivo, rilasciandolo solo dopo qualche ora.
Attualmente Akçam è Visiting Associate Professor di Storia presso la University of Minnesota, USA.